# Jari Jolkkonen
Jari Juhani Jolkkonen, född 5 mars 1970 i Ilomants, är en finländsk teolog och biskop i Kuopio stift inom Evangelisk-lutherska kyrkan i Finland.
Jolkkonen avlade studentexamen 1989 i Ilomants. Han har utbildat sig vid Helsingfors universitet där han blev teologie magister 1994, teologie licentiat 2004 och teologie doktor 2005 på avhandlingen Uskon ja rakkauden sakramentti: Opin ja käytännön yhteys Martti Lutherin ehtoollisteologiassa. Han var verksam som docent vid Östra Finlands universitet 2007 och vid Helsingfors universitet 2009.
Han prästvigdes den 12 mars 1995 i Kuopio domkyrka och avlade pastoralexamen 2000 samt högre pastoralexamen 2006. Den 20 februari 2012 valdes han till biskop i Kuopio stift och den 6 maj samma år vigdes han till sitt ämbete i Kuopio domkyrka.
Jolkkonen är gift och har fem barn.